# A. H. Yocum & Company
A. H. Yocum & Company (auch A.H. Yokum & Company) war ein kleiner US-amerikanischer Automobilhersteller in Reading, Pennsylvania, der seine Fahrzeuge unter der Markenbezeichnung Speed-Well verkaufte.

## Geschichte
Arthur H. Yocum (auch Yokum) und sein Vater, George Y. Yocum, begannen im Jahre 1904 in ihrem Maschinenbaubetrieb in Reading mit dem Bau von benzinbetriebenen Automotoren und kleinen Automobilen der Art Runabout. Im Jahre 1907 gingen sie eine Partnerschaft mit Isaac Hollenbach und J. S. Hornberger ein und bildeten aus ihrem Betrieb die H. Yocum & Co. Die Firma war zunächst noch immer von bescheidener Größe und beschäftigte nur etwa 20 Arbeiter. Sie befasste sich in der Hauptsache mit dem Bau der Motoren und der Endfertigung der Speed-Well Fahrzeuge, während mehrere Zulieferer verschiedene Komponenten dazu lieferten: Parish Manufacturing Company (Stahlrahmen), Biehl's Carriage Works (Metallkarosserieteile), Keystone's Wagon Works (Aluminium-, Stahl- und Holzteile der Karosserien) und American Die & Tool Works (Getriebe).
Überzogene Expansionspläne verursachten wenige Jahre später das Ende des Unternehmens. Im Spätsommer 1909 kündigte Yocum die Verlegung der Fabrikation von Reading in ein neues Werk in Oakland (Pennsylvania) an, wo zwei-, drei- und vier-Zylinder-PKWs mit ventillosen Motoren (Schiebermotoren) von 10 bis 40 PS gebaut werden würden. Dabei übernahm sich die Firma und der Betrieb wurde bald darauf eingestellt.
Die Eureka Motor Buggy Company in Beavertown (Pennsylvania) und deren Nachfolgerin, die Kearns Motor Buggy Company, verwendeten von 1907 bis 1912 ausschließlich Speed-Well Zwei- und Dreizylindermotoren, die anfangs mit Luftkühlung, später auf Wunsch mit Wasserkühlung erhältlich waren.